# 科阿特佩克 (聖安娜省)
科阿特佩克（西班牙語：Coatepeque），是薩爾瓦多的城鎮，位於該國西北部，由聖安娜省負責管轄，面積126.85平方公里，海拔高度777米，2007年人口36,768，人口密度每平方公里289.85人。
13°56′N 89°30′W / 13.933°N 89.500°W